# Piedad (políptico de 1472)
La Piedad es una pintura al temple y oro sobre tabla de 68 x 45 cm, de Carlo Crivelli, datada en 1472 y conservada en el Museo de Arte de Filadelfia. Probablemente formaba parte del Políptico de 1472.

## Historia
El políptico, probablemente en origen en la iglesia de Santo Domingo de Fermo, fue desmembrado poco antes de 1834, y los paneles dispersados en el mercado anticuario. La Piedad, formaba la cúspide central y no es seguramente adscrita al políptico, pero la asociación se basa en las similitudes en las medidas y en el tratamiento del fondo de los paneles del registro principal. El panel se encontró en 1902 en la colección Johnson, hoy expuesta en el museo de Filadelfia.

## Descripción y estilo
Entre las numerosas Piedades pintadas por Crivelli como coronación de sus polípticos, esta se distingue por el dramatismo muy marcado, obtenido mediante las desesperadas y llorosas expresiones de los ángeles niños que sujetan a Cristo, cuya muerte es evidente por la palidez y laxitud del cuerpo, con las heridas del martirio muy obvias, con la mano perforada colgando delante, la herida del costado abierta, o la agudeza de las espinas de la corona entrelazada en la cabeza.
Típico de Crivelli es combinar estos aspectos de patetismo exagerado, con un espléndido efecto decorativo, aquí representado por el deslumbrante fondo de oro con una pieza central simulando una tela adamascada, la riqueza del mármol jaspeado del sarcófago en la base o la tela que de él cuelga en terciopelo rojo elegantemente adamascado.